# Perișoru
Perişoru é uma comuna romena localizada no distrito de Călăraşi, na região de Muntênia. A comuna possui uma área de 213.46 km² e sua população era de 5380 habitantes segundo o censo de 2007.